# Giovanni Battista Monteggia
Pour les articles homonymes, voir Monteggia.

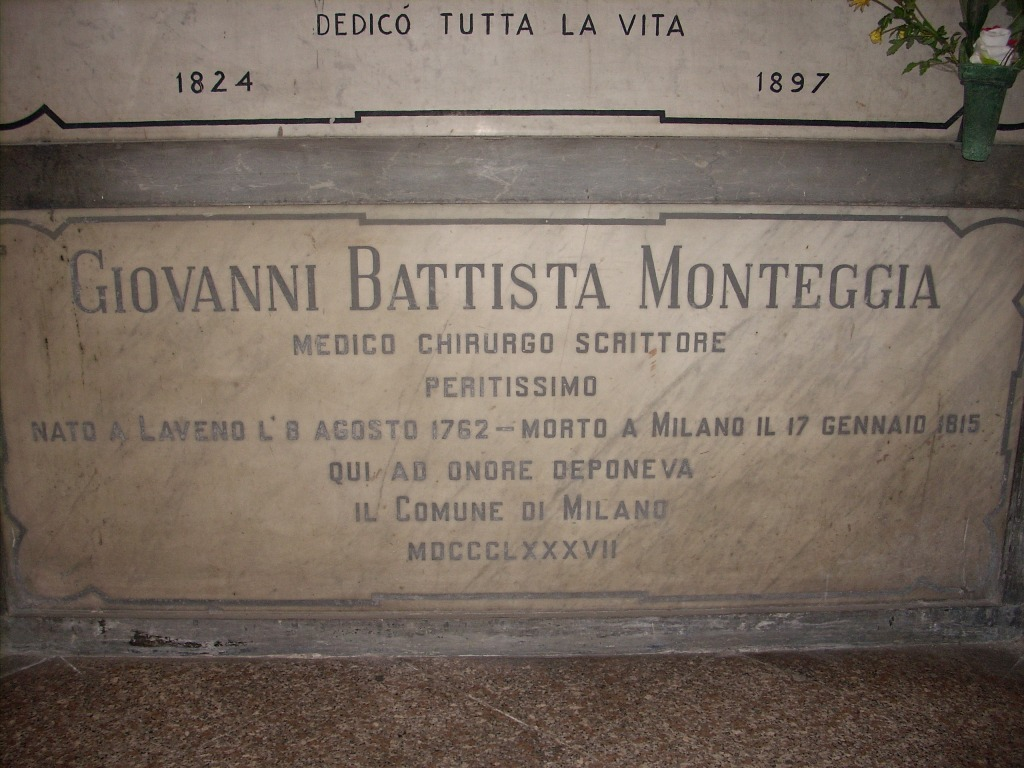
Tombe de Monteggia à Milan.

Giovanni Battista Monteggia, né le 8 août 1762 à Laveno sur le lac Majeur et mort le 17 janvier 1815 à Milan, est un médecin, chirurgien en traumatologie et anatomiste italien.

## Biographie
Après des études de latin, il se tourna vers la médecine et étudia la chirurgie à l'Ospedale Maggiore de Milan avec parmi ses professeurs, Pietro Moscati. À l'âge de 20 ans il réussit l'examen de chirurgie à l'université de Pavie. En 1788, il réussit l'examen d'habilitation professorale de chirurgien.
En 1790 il devint chirurgien de l'Ospedale Maggiore de Milan. En 1795, il est nommé professeur de l'institut chirurgical du même hôpital. En 1796, il collabore à la préparation d'éléments de pathologie anatomique au Cabinet de l'Université de Pise.
Trois ans plus tard, il publie « Remarques sur les maux de vénérienne » qui fait référence dans le monde académique. Le duc Francesco Melzi d'Eril, souffrant d'une maladie jugée incurable par les professeurs de l'époque en Italie et à l'étranger, fut traité avec succès par Giovanni Battista Monteggia qui gagna une grande renommée internationale.
En 1813, Giovanni Battista Monteggia
est crédité des premières descriptions de la poliomyélite : affection caractérisée par une période fébrile de quelques jours, suivie par une paralysie des jambes.
À disséquer les cadavres, il se blesse à plusieurs reprises et finit par être contaminé par les miasmes et doit être amputé du bras gauche. Par la suite, son activité auprès des malades contagieux lui provoque une érysipèle. Soigné par ses collègues, il n'en survivra pas et mourra le 17 janvier 1815.
Son nom reste attaché à sa description de la fracture osseuse de l'avant-bras dénommée fracture de Monteggia.

## Œuvres
Giovanni Battista Monteggia publia plusieurs ouvrages sur ses travaux et recherches médicales et chirurgicales.
- Fasciculi pathologici, 1789
- Compendio sulle malattie veneree, 1791
- Annotazioni sui mali venerei, ed. Galeazzi, 1794
- L'arte ostetrica, 1796
- Osservazioni anatomico-patologiche, 1796
- Istituzioni chirurgiche, ed. Pirotta, 1802 (première édition), 1814 (seconde édition)
- Estirpazione del canchero uterino, 1808